# Гвам на Светском првенству у атлетици на отвореном 2011.
Гвам је учествовао на 13. Светском првенству у атлетици на отвореном 2011. одржаном у Тегу од 27-4. септембра. Репрезентацију Гвама представљало је двоје такмичара (1 мушкарац и 1 жена) који су се такмичили у две дисциплине (1 мушка и 1 женска). , 
На овом првенству Гвам није освојио ниједну медаљу. Постигнут је један национални и један лични рекорд.

## Учесници
| Мушкарци: - Дерек Мандел — 800 м | Жене: - Полара Коб — 100 м |  |

## Резултати

### Мушкарци
| Атлетичар    | Дисциплина | Лични рекорд | Група      | Група      | Полуфинале           | Полуфинале           | Финале               | Финале       | Детаљи |
| Атлетичар    | Дисциплина | Лични рекорд | Резултат   | Место      | Резултат             | Место                | Резултат             | Место        | Детаљи |
| ------------ | ---------- | ------------ | ---------- | ---------- | -------------------- | -------------------- | -------------------- | ------------ | ------ |
| Дерек Мандел | 800 м      | 1:58,10      | 1:57,11 ЛР | 7. у гр. 6 | Није се квалификовао | Није се квалификовао | Није се квалификовао | 40 / 43 (44) |        |

### Жене
| Атлетичарка | Дисциплина | Лични рекорд | Квалификације | Квалификације | Група        | Група      | Полуфинале            | Полуфинале            | Финале                | Финале       | Детаљи |
| Атлетичарка | Дисциплина | Лични рекорд | Резултат      | Место         | Резултат     | Место      | Резултат              | Место                 | Резултат              | Место        | Детаљи |
| ----------- | ---------- | ------------ | ------------- | ------------- | ------------ | ---------- | --------------------- | --------------------- | --------------------- | ------------ | ------ |
| Полара Коб  | 100 м      | 12,60 НР     | 12,64         | 4. у гр. 3    | 12,55 НР, ЛР | 8. у гр. 1 | Није се квалификовала | Није се квалификовала | Није се квалификовала | 53 / 71 (73) |        |